# III. Róbert flamand gróf
Robert de Bethune (1249 – 1322. szeptember 17.) középkori flamand nemes, 1273-tól Nevers grófja, majd apja halála után 1305-től haláláig Flandria grófja III. Róbert néven. Flandriában a francia királyokkal való ellenállás miatt a "Flandria oroszlánja" (Leeuw van Vlaanders) néven emlegették.

## Élete
Apja I. Guy flamand gróf, anyja Matilda de Bethune. 1264-ben, anyja halála után megkapta Béthune és Dendermonde birtokokat. 1266-ban elkísérte apósát, Károly anjou-i herceget szicíliai hadjáratába és részt vett a beneventói csatában a Hohenstaufen hercegek, Manfréd és Konradin ellen. Apjával együtt vettek részt 1270-ben a VIII. keresztes hadjáratban, amelyet IX. Lajos francia király vezetett. Visszatérésük után is apja oldalán maradt és segítette a IV. Fülöp francia király ellen vívott harcaiban.
1296-ban Guy gróf szövetséget kötött Angliával, majd lényegében Róbert biztatására 1297-ben minden hűbéresi kötelékét felmondta IV. Fülöp felé. Fülöp azonnal sereget küldött Flandria ellen, és sorra vette be a fontosabb városokat. Róbert lényegében átvette a grófi hatalmat 1299. november 3-án, amikor apja ezzel próbálta kiengesztelni Fülöpöt, majd 1300 májusában önként feladta magát apjával és Vilmos öccsével a francia királynak. Chinon várában tartották fogságban őket és a széles körben elterjedt, Hendrik Conscience által regényes formában is megörökített változattal ellentétben nem vett részt 1302. július 11-én a Kortrijk közelében vívott csatában, ahol a gróf támogatói és a flamand városok milíciája súlyos vereséget mért a francia lovagi seregre.

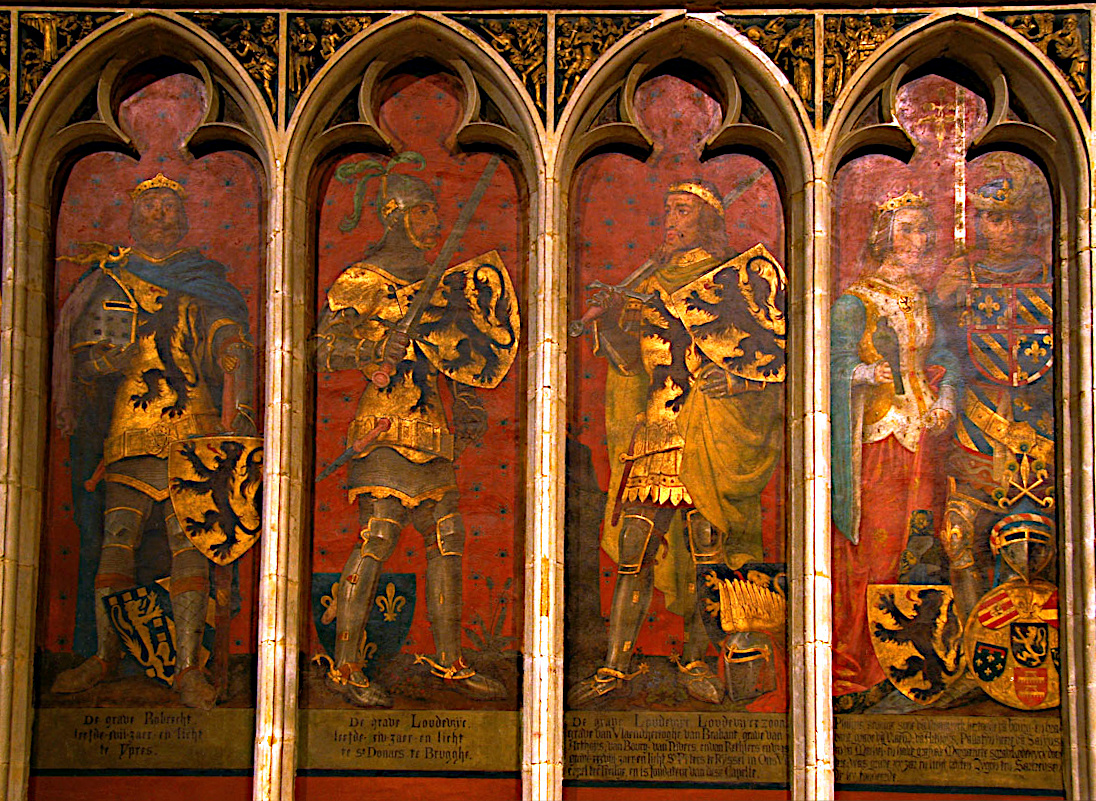
Lajos és családja, a Dampierre-házból származó flamand grófok (balról jobbra): III. Róbert, I. Lajos, II. Lajos, III. Margit és férje, II. Fülöp burgundi herceg

1305 júliusában, apja halála után engedélyt kapott arra, hogy visszatérjen Flandriába és átvegye a grófság igazgatását, bár hatáskörét jócskán korlátozta az Athis-sur-Orge-i szerződés. A szerződés értelmében Lille, Douai és Béthune városok a francia király birtokai lettek és Flandria a király adófizetője lett. Róbert kezdetben sikeresen vette rá a grófság népét és a városok lakóit, hogy teljesítsék kötelezettségeiket IV. Fülöp felé. Azonban 1210 áprilisára inkább az ellenállást választotta. Fülöp utóda, X. Lajos ugyan megtiltotta, hogy Franciaországból gabonát vagy más élelmiszereket szállítsanak Flandriába, de ezt csak egy nagyon jól jövedelmező csempészhálózat kiépítését eredményezte, míg Lajosnak úgy kellett élelmiszert rekvirálni a francia csapatok számára. 1317-re Róbert és Lajos utóda, V. Fülöp is inkább diplomáciai megoldást keresett a konfliktus lezárására. Különösen, mivel Róbert sikereit nem tudta kiaknázni: amikor 1319-ben Lille városa ellen vonult, a genti városi milícia megtagadta, hogy átlépje Flandria határát és Róbert nem tudta bevenni a várost.
Unokája és utóda, Neversi Lajos biztatására 1320-ban Párizsba utazott és kibékült V. Fülöppel, aki elismerte Lajos igényét a flamand grófi címre és neki ígérte második lányát, Margitot is. Lajost Nevers grófságban nevelték fel, Franciaország középső részén és sok időt töltött a francia király udvarában, vagyis lényegében már a francia udvar tagja volt. Az egyezmény tehát látszólag Fülöp sikere volt, bár idővel Lajos francia kötődései és flamand támogatóinak hiánya felkelésekhez vezettek Flandriában.
Róbert 1322-ben halt meg, utóda – fia még 1322 nyarán bekövetkezett halála miatt – unokája Lajos, Nevers és Rethel grófja lett. Az ypres-i Szt. Márton katedrálisban temették el

## Családja és leszármazottai
Róbert első felesége Blanche d'Anjou (1250 - kb. 1270), Anjou Károly herceg és Provence-i Beatrix lánya. A házasságból két gyermek született:
- Károly (1266 -1277),[2] 1272-ben eljegyezték Burgundiai Izabellával (? - 1323), IV. Hugó burgundi herceg és Béatrice de Champagne lányával. Károly azonban 1277-ben, 11 évesen meghalt.
- ismeretlen gyermek, de a korabeli feljegyzések szerint Blanche szülés közben halt meg és Károly 11 éves volt halálakor.

Második felesége Burgundi Jolánta, Nevers grófnője (1248 - 1280), Burgundiai Odó, Nevers grófja és Mathilde Bourbon lánya és Jean Tristan de Valois özvegye. A házasságból öt gyermek született:
- Lajos (? - 1322. július 24, Párizs)[4][5] 1280-ban anyja halála után örökölte Nevers grófságát, 1290-ben felesége révén Rethel grófja lett. Mivel Lajos mereven ellenállt a franciákkal való kiegyezésnek, IV. Fülöp elkobozta Nevers és Rethel grófságokat és 1311-ben börtönbe vetette Lajost. Lajos azonban megszökött és Flandriában a német-római császár fennhatósága alá tartozó részében bujkált.[6] 1315-ben szövetséget kötött az Hainaut-i grófsággal és közösen megtámadták Flandriát, de a sereg előrenyomulását a heves esőzések megállították. 1322-ben Párizsban hunyt el.[7] Felesége 1290 decemberétől Jeanne, Rethel grófnője (? - 1325), IV. Hugó, Rethel grófjának lánya és örököse. Férje halála után Jeanne visszatért Rethel grófságba és örökségként megkapta Nevers grófság felét is.[8] Lajos és Jeanne házasságából két gyermek született: Jeanne (1295 - 1374. szeptember) IV. János bretagne-i herceg felesége lett, míg fiuk, Lajos (1304 - 1346) III. Róbert halála után örökölte a flamand grófi címet, mint I. Lajos flamand gróf.
- Róbert (? - 1331),[9] aki Marle grófja, Cassel és Warneton ura, Alluye és Montmirail bárója volt, de apjától születése jogán ennél többet követelt. Róbert 10 000 arany éves jövedelemmel kárpótolta,[6] de ennek ellenére 1320-ban elérte, hogy apja letartóztassa Lajos bátyját. Lajos később megszökött, de Róbert ennek ellenére lázadást szított Bruges-ben és apja halála után megpróbálta unokaöccsét, Neversi Lajost kizárni az örökségből. Felesége (1323. szeptember 21.) Jeanne bretagne-i hercegnő, II. Artúr bretagne-i herceg és Yolande de Dreux lánya (1296 - 1364. március 24., Ypres). Róbertnek és Jeanne-nek két gyermeke született: Jolánta (1326 - 1395), akit előbb másodunokatestvérével, Male-i Lajossal jegyeztek el, majd a pápai tiltást követően hozzáment IV.Henrik, Bar grófjához; illetve János (? - 1331 után)
- Jeanne (? - 1333), férje 1288 májusától IV. Enguerrand de Coucy (? - 1310), férje halála után apáca lett.
- Jolánta (? - 1313. január)
- Matilda (? - 1331 után),[10] férje 1314. után Lotaringiai Mátyás, II. Thibaut felső-lotaringiai herceg és Isabelle de Rumigny fia.

| Előző uralkodó: I. Guy | Flandria grófja 1305 – 1322 | Következő uralkodó: I. Lajos |

## Fordítás
- Ez a szócikk részben vagy egészben  a   Robert III, Count of Flanders című angol Wikipédia-szócikk fordításán alapul.  Az eredeti cikk szerkesztőit annak laptörténete sorolja fel. Ez a jelzés csupán a megfogalmazás eredetét és a szerzői jogokat jelzi, nem szolgál a cikkben szereplő információk forrásmegjelöléseként.